# Carragosa
Carragosa es una freguesia portuguesa del municipio de Braganza, con 27,69 km² de superficie y 260 habitantes (2001). Su densidad de población es de 9,4 hab/km².

## Galería

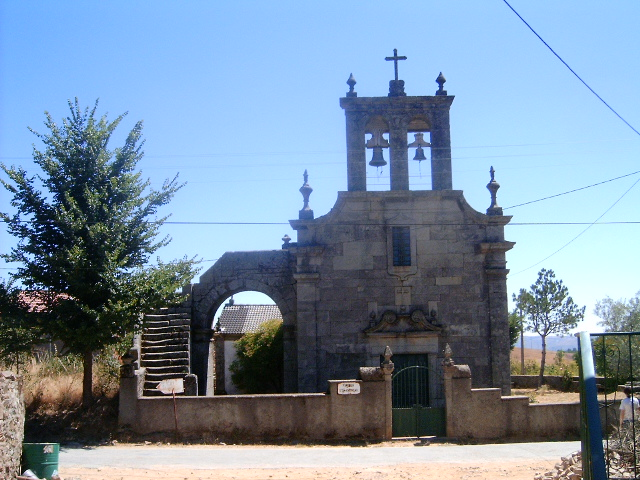